# 何珍
何珍，中华人民共和国政治人物、全国脱贫攻坚先进个人。

## 生平
何珍任西藏自治区扶贫开发办公室计划财务处处长，曾任扶贫处副处长，长期负责西藏贫困村互助资金项目的运行。该项目中西藏所有试点村的互助资金运行情况良好，全区入社农户达到8130户，其中贫困户占35%，借款到期还款率100%。
因在脱贫攻坚战中作出突出贡献，2021年2月25日全国脱贫攻坚总结表彰大会上，何珍被授予“全国脱贫攻坚先进个人”。